# Abraham Remy
Abraham Ravaud, dit Abraham Remy, Abraham Remi ou Abrahamus Remius, né à Remy (Oise) le 6 mars 1600 et mort à Paris le 1er décembre 1646, est un poète français néolatin, professeur au Collège royal.
Il est connu surtout pour ses poésies latines, qui furent remarquées par ses contemporains pour leur verve et leur pureté de style. On admira tout particulièrement sa description du château de Maisons-Laffitte, commandité par le président du parlement René de Longueil, ainsi que sa Bourbonide, poème en quatre chants sur les guerres de Louis XIII. Il publia par ailleurs plusieurs romans pastoraux et traduisit de l'espagnol les Sept Livres de Diane de Jorge de Montemayor. On lui doit aussi des traductions du latin et du grec, celle des Pieuses Récréations d'Angelin Gazet et celle des Amours de Clitophon et de Leucippe d'Achille Tatius.
En 1643, Abraham Remy entra au Collège royal, où il succéda à Jean Grangier et fut titulaire de la chaire d'éloquence latine jusqu'à sa mort survenue trois ans plus tard. À sa mort, il fait un don de 4000 livres tournois à son village natal pour restaurer la nef de l'église. Il y avait un mausolée de marbre dans l’église pour lui rendre hommage mais celui-ci fut détruit en 1789.

## Postérité
Une impasse porte son nom à Remy (Oise)

## Publications
- Heroica Ludovici XIII, Francorum et Navarraeorum regis, libris quatuor distincta, 1621
- Borbonias, sive Victoriae Ludovici XIII, justi ac triumphantis, contra rebelles, ab anno 1620 ad annum 1623, 1623
- La Diane de Monte-Mayor nouvellement traduite d'espagnol en françois par Abraham Remy, enrichy de figures, 4 vol., 1623
- Les Amours d'Endimion et de la Lune, 1624 Texte en ligne
- Les Amours de Clitophon et de Leucippe, trad. du grec d'Achille Tatius, 1625
- La Galatée et les adventures du prince Astiages, histoire de notre temps, où sous noms feints sont représentez les amours du Roy et de la reyne d'Angleterre, 1625
- L'Angélique, 1626
- Poematum selectarum libri duo, 1631
- Les Pieuses Récréations d'Angelin Gazée, de la Comp. de Jésus mis en françois par le Sr Remy, 1633
- Hymne spirituel sur les principaux mystères de la théologie et religion chrétienne, dédié à Monseigneur l'illustrissime et révérendissime évesque de Beauvais, 1634
- Daphne, sive Triumphus virginitatis, 1643
- Maesonium, Renati de Longueil, senatus Parisiensis praesidis, 1643
- Pugna Rocroyana, ad sereniss. Principem Ludovicum Borbonium Enguiensium ducem, 1643
- Poemata ad Christianissimum regem Ludovicum XIV, 1645

## Pour approfondie